# Jan Wójcik (poseł)
Jan Wójcik (ur. 10 lipca 1895 w Chrobrzu, zm. ?) – polski działacz społeczny, nauczyciel, samorządowiec, polityk, poseł na Sejm IV i V kadencji w II RP.

## Życiorys
Był synem Jakuba i Józefy z Domagałów. W okresie międzywojennym mieszkał w Busku. Ukończył seminarium nauczycielskie w Jędrzejowie i odbywał studia na wydziale nauk politycznych i społecznych Wolnej Wszechnicy Polskiej.
W latach 1916–1918 działał w Polskiej Organizacji Wojskowej na terenie powiatów pińczowskiego i jędrzejowskiego. W 1920 zgłosił się ochotniczo do Wojska Polskiego.
W latach 1918–1923 pracował jako nauczyciel. W okresie 1923–1935 był sekretarzem wydziału powiatowego w Busku-Zdroju. Pełnił funkcje: prezesa powiatowego Związku Straży Pożarnych, powiatowego Związku Młodzieży Wiejskiej, Ligi Obrony Powietrznej i Przeciwgazowej, Komitetu Kasy Oszczędnościowej i Pomocy Zimowej. 
W 1935 został posłem IV kadencji (1935–1938) wybranym z listy państwowej (reprezentował Bezpartyjny Blok Współpracy z Rządem) 42 536 głosami z okręgu nr 29 (powiaty: sandomierski i stopnicki). Ponownie został wybrany z listy Obozu Zjednoczenia Narodowego na posła V kadencji (1938–1939).

## Ordery i odznaczenia
- Złoty Krzyż Zasługi
- Srebrny Krzyż Zasługi (dwukrotnie)
- Medal Niepodległości[3]